# Don Wilson (kickboxer)
Don Wilson, nome completo Donald Glen Wilson, detto The Dragon (Cocoa Beach, 10 settembre 1954), è un ex kickboxer e attore statunitense.
Vinse un totale di 11 titoli mondiali. Come attore è noto per i ruoli in film d'azione, tra cui una serie prodotta da Roger Corman chiamata Bloodfist.

## Biografia
Di padre statunitense e madre giapponese, Wilson ebbe una carriera lunga e piena di successo. Forse fu il meglio conosciuto ed il più affermato kickboxer del suo periodo. Fu uno dei pochi kickboxer americani di quel periodo (anni ottanta) ad andare in Thailandia e competere con il Muay Thai attenendosi alle regole del posto. Quelle regole differivano dalla kickboxing che era più occidentalizzata a quel tempo, per esempio la kickboxing americana permette solo i colpi sopra la cintura, con le tecniche di boxe. Nel Muay Thai invece erano consentiti, come oggi, i calci alle gambe, le gomitate e le ginocchiate.
Wilson vinse un totale di 11 titoli mondiali con giurie approvanti di diverse federazioni, tra le quali IKF, WKC, WKA, KICK, ISKA, STAR e la PKO. Il 5 maggio 1999 a Lowell negli Stati Uniti vinse il titolo mondiale di pesi medi sconfiggendo Dick Kimber. Alla fine del terzo round Wilson esplose con una raffica che finì Kimber al tappeto. L'arbitro Dan Stell contò Kimber fuori dal tappeto, un conteggio che avvenne nel break. Kimber durante il conteggio non si rialzò.
Non essendo mai stato sfidato per il suo titolo, Wilson spontaneamente si ritirò, per andare nella categoria di pesi leggeri dove finalmente si ritirò pochi anni dopo.
Wilson fu anche un telecronista e intervistatore dei primi eventi dell'Ultimate Fighting Championship. Stette molto tempo tanto da voler combattere nella UFC per richiesta dei fan, ma non accadde. Andò a fare il telecronista per la KOTC.
Alcuni film a cui partecipò furono: Futurekick, Bloodfist 1-8, Ring of Fire 1, 2 e 3, Out for Blood, Operation Cobra, Blackbelt, Cyber Tracker 1 e 2, Sci Fighters, Redemption, Capitol Conspiracy, e Batman Forever (come capo della Neon Gang).
Si sposò nel 1996 con la famosa truccatrice di film e artisti televisivi Kathleen Karridene. Ebbero tre figli: Jonathan, Drayden e Aubrianna.

## Record di kickboxing
Secondo la rivista Inside Kung-Fu Presents Kickboxing Magazine (agosto 1992), i suoi record di kickboxing presentavano 69 vittorie, 5 sconfitte, 2 pareggi, 46 vittorie per knockout e 6 per kick-knockout. A pagina 64, per il primo incontro di Wilson con Bill Knoblok a Orlando a dicembre del 1974 furono elencati 3 round no-contest. Comunque a pagina 52 negli stessi risultati Wilson riguardo al suo combattimento con Knoblok disse: "Bill ha vinto il terzo round per più punti ma io ho vinto il primo. Così ha vinto l'incontro." Oggi il risultato ufficiale di questo match fu no-contest, perché quando decise di combattere per la PKA, Joe Corley sentì che le regole dell'incontro erano abbastanza diverse da quelle del PKA, e disse a Wilson di escluderlo.

## Filmografia
- Non per soldi... ma per amore (1989)
- Bloodfist (1989)
- Bloodfist II (1990)
- Future Kick (1991)
- Quadrato di sangue (1991)
- Bloodfist III: La legge del drago (Bloodfist III: Forced to Fight), regia di Oley Sassone (1992)
- Cintura nera (1992)
- Kickboxing: Out For Blood (1992)
- Bloodfist IV: Die Trying (1992)
- Quadrato di sangue II: A ferro e fuoco (1993)
- Professione: Avvocato - Missione: Giustiziere (1993)
- Bloodfist V: Bersaglio umano (1994)
- Sole rosso sangue (1994)
- Cyber Tracker - I replicanti (1994)
- Bloodfist VI: Livello zero (1995)
- Ring of Fire 3: Lion Strike (1995)
- Batman Forever (1995)
- Bloodfist VII: Caccia all'uomo (1995)
- Cyber-Tracker 2 (1995)
- Il segreto del mio potere (The Power Within) (1995)
- Bloodfist VIII: Addestrato per uccidere (1996)
- Terminal Rush (1996)
- Grid Runners (1996)
- Night Hunter (1996)
- Combattimento finale (1996)
- L'istinto della caccia (1997)
- Hollywood Safari (1997)
- Operation Cobra (1998)
- A tutti i costi (1999)
- The Capitol Conspiracy (1999)
- Moving Target - Bersaglio mobile (2000)
- Redemption - Oltre la legge (2002)
- 110 e frode (2002)
- Sci-Fighter (2004)
- Soft Target (2006)
- The Last Sentinel (2007)
- Liberator (2012)